# ჱ
He hay Ei (asomtavruli Ⴡ, nuskuri ⴡ, mkhedruli ჱ, mtavruli Ჱ) là chữ cái thứ 8 trong bảng chữ cái Gruzia.
Trong hệ thống chữ số Gruzia, ჱ có giá trị là 8. Hiện tại ჱ không còn được sử dụng trong tiếng Gruzia.

## Chữ cái
| asomtavruli | nuskuri | mkhedruli |
| ----------- | ------- | --------- |
|             |         |           |

## Mã hóa máy tính
| asomtavruli | nuskuri | mkhedruli |
| ----------- | ------- | --------- |
| U+10C1      | U+2D21  | U+10F1    |